# Orgilus dilleri
Orgilus dilleri är en stekelart som beskrevs av Ahmet Beyarslan 1996. Orgilus dilleri ingår i släktet Orgilus och familjen bracksteklar. Inga underarter finns listade i Catalogue of Life.